# جورج مولر (مهندس)
جورج مولر (بالإنجليزية: George Mueller)‏ هو مهندس أمريكي، ولد في 16 يوليو 1918 في سانت لويس في الولايات المتحدة، وتوفي في 12 أكتوبر 2015 في إرفاين في الولايات المتحدة.